# 수자타 아카데미
수자타 아카데미(Sujata Academy)는 1994년 대한민국의 한국JTS에서 인도의 북부 비하르 주(Bihar, Vihar) 둥게스와리(Dongheswari, Dhungeshwari)에 설립한 불가촉천민을 위한 학교이다.

## 설립
1994년 정토회의 의장이자 승려인 법륜이 인도의 전정각산에서 성지순례를 하던 중 수백 명의 아이들이 학교도 다니지 못하고 구걸하는 장면을 목격하고, 이후 6개월 동안 그 곳에 머물며 자원봉사자들과 함께 수자타 아카데미를 설립했다.

## 설성봉 거사 피격사건
2002년 1월 10일, 건축 책임자였던 설성봉이 학교에 침입한 강도들이 쏜 총에 맞아 숨지는 사건이 발생했다. 이후 교내에 추모비가 건립되었고, 2003년 1월 11일에는 제14대 달라이 라마가 방문하여 헌화하였다.

## 연표
- 1991년 - 법륜, 인도의 불교성지를 순례하는 중에 구호사업을 발원
- 1994년 1월 - 야외수업과 학교 공사를 병행하며 초중등학교 수자타아카데미 개교
- 1997년 1월 - 학교 건물을 완공, 개교 3주년 기념행사
- 1998년 10월 - 기술교육관 개관, 기술교육 시작
- 1999년 1월 - 교내 법당인 전정각사 완공
- 2003년 1월 - 제14대 달라이 라마 방문, 기술학교 완공식과 추모비 제막식에 참가
- 2004년 1월 - 개교 10주년 기념식
- 2005년 2월 - 까나홀 분교 개원
- 2006년 1월 - 기숙사 기공식(사회복지공동모금회를 통해 현대자동차그룹에서 2억원을 지원), 오픈강당 준공식